# Уоллис и Футуна Ла Премьер (радио)
Уоллис и Футуна Ла Премьер — радиоканал общественной французской компании France Televisions для вещания на заморской территории Уоллис и Футуна.

## История
В 1978 году французское государство по согласованию с королем Томази Кулимоэтоке II и национальной программной компанией FR3 решило создать информационную станцию на территории островов Уоллис и Футуна. Этот проект был продиктован заявленным желанием островитян воспользоваться возможностями, в частности политическими и экономическими, которые открывает создание на территории медиа/коммуникационной компании. FR3 Wallis and Futuna транслировали по 4 часа в день с 10 до 14 часов в 1979 году.
Региональная станция FR3 Wallis and Futuna была создана 31 марта 1979 г. с началом трансляции радиопрограмм. В первую команду вошли три первопроходца: Жан Клод Мишело (директор), Жан Клод Готье (глава учреждения) и Жак Барре (журналист). Среди местных сотрудников, набранных с момента открытия станции: Люсия Кавакава, которая спустя несколько лет была назначена главным редактором.
В 31 декабря 1982 г., канал получил название RFO Wallis and Futuna после создания национальной программной компании RFO (Radio-Television Française d'Outre-Mer) путем передачи деятельности FR3 за границу.
Radio Wallis et Futuna было создано в феврале 1999 года во время преобразования RFO в Réseau France Outre-mer.
Закон о реформе аудиовизуальной техники № 2004-669 от 9 июля 2004 г. интегрирует программную компанию Réseau France Outre-mer в публичную аудиовизуальную группу France Télévisions, которая затем становится игроком общественного радио во Франции и от которого зависит Radio Wallis и Futuna. Его президент Реми Пфлимлен объявляет 12 октября 2010 г. изменение названия Réseau France Outre-mer Network Overseas в связи с запуском DTT. Все радиостанции в сети меняют свои названия 30 ноября 2010 г., когда открылись DTT, и Radio Wallis et Futuna превратилось в Уоллис и Футуна Ла Премьер.

## Организация

### Руководители

#### Генеральный директор
- Джеральд Прюфер: 2001 - 2002 гг.
- Жерар Кристиан Оарау: Апрель 2006 г. - Сентябрь 2008 г.

#### Директор филиала
- Люся Кавакава

### Бюджет
Уоллис и Футуна Ла Премьер является подразделением Réseau Outre-Mer 1re. Эта сеть и финансирует радиостанцию. На его долю приходится более 90% ресурсов аудиовизуальной лицензии и взносов французского государства, выделенных France Télévisions. Дополняется рекламными ресурсами.

### Задачи
Основной задачей Уоллис и Футуна Ла Премьер является производство местных программ, чтобы обеспечить лучшее представление о социальной, культурной, спортивной, музыкальной и экономической жизни архипелага в южной части Тихого океана на международном уровне через Radio Ô.

### Штаб-квартира
Главный офис и студии Уоллис и Футуна Ла Премьер расположены в Pointe Matala'a в Мата-Уту.

## Программы
Уоллис и Футуна Ла Премьер транслирует как местные программы, так и программы, произведенные Radio Ô или Radio France.